# Benetton B191
La Benetton B191 è una monoposto costruita dalla Benetton per prendere parte alla stagione 1991 del campionato di Formula 1. 

## Storia

Michael Schumacher all'esordio sulla B191 a Monza: si nota la novità tecnica del muso alto.

Progettata da John Barnard e Mike Coughlan, la B191 presentava quale caratteristica più innovativa il musetto rialzato e collegato all'ala anteriore da due montanti paralleli, ad imitazione di quanto introdotto dalla Tyrrell sul modello 019, in uso nella stagione precedente. Sempre ad imitazione della Tyrrell, la Benetton scelse come fornitore di pneumatici la Pirelli in luogo della Goodyear. La propulsione era affidata al rinnovato motore V8 Ford-Cosworth HBA5.
Dopo aver schierato nelle prime due gare la B190B, una versione aggiornata della precedente monoposto – ripellicolata nella nuova livrea gialla e blu imposta dai nuovi sponsor principali Camel e Autopolis –, la Benetton portò la B191 al debutto nel Gran Premio di San Marino 1991: la vettura si rivelò mediamente competitiva, consentendo a Nelson Piquet di vincere l'ultima gara della propria carriera, il Gran Premio del Canada (complice il guasto elettrico che obbligò Nigel Mansell, leader della gara fino a quel momento, a fermarsi a meno di mezzo giro dal traguardo), nonché di piazzarsi a podio in Belgio e chiudere a punti con buona regolarità. Meno rilevanti furono i piazzamenti ottenuti dalla seconda guida Roberto Moreno, poi ceduto alla Jordan a seguito della gara belga in cambio dell'esordiente pilota tedesco Michael Schumacher, che nelle cinque gare disputate dimostrò di poter eguagliare e talora superare il rendimento di Piquet.
L'affidabilità fu altalenante e non mancarono problemi meccanici: Piquet, Moreno e Schumacher patirono infatti un totale di 10 ritiri in gara. La Benetton riuscì tuttavia a chiudere al quarto posto la classifica costruttori con 38,5 punti, di cui 32,5 conquistati dalla B191 e 6 dalla B190B.
L'impiego della vettura – opportunamente aggiornata nel telaio e nelle sospensioni, rigommata Goodyear e ribattezzata B191B – proseguì anche nelle prime tre gare della stagione 1992, ove Schumacher conquistò un quarto e due terzi posti, mentre la nuova seconda guida Martin Brundle patì tre ritiri, di cui due dovuti a noie meccaniche. A partire dal quarto Gran Premio subentrò la nuova B192.

## Risultati completi in Formula 1
| Anno | Team                | Modello | Motore                | Gomme | Piloti             | 1   | 2   | 3   | 4   | 5   | 6   | 7   | 8   | 9   | 10  | 11  | 12  | 13  | 14  | 15  | 16  | P.ti. | Pos. |
| ---- | ------------------- | ------- | --------------------- | ----- | ------------------ | --- | --- | --- | --- | --- | --- | --- | --- | --- | --- | --- | --- | --- | --- | --- | --- | ----- | ---- |
| 1991 | Camel Benetton Ford | B191    | Ford-Cosworth HBA5 V8 | P     |                    | USA | BRA | SMR | MON | CAN | MEX | FRA | GBR | GER | HUN | BEL | ITA | POR | ESP | JPN | AUS | 32.5* | 4^   |
| 1991 | Camel Benetton Ford | B191    | Ford-Cosworth HBA5 V8 | P     | Roberto Moreno     |     |     | 13  | 4   | Rit | 5   | Rit | Rit | 8   | 8   | 4   |     |     |     |     |     | 32.5* | 4^   |
| 1991 | Camel Benetton Ford | B191    | Ford-Cosworth HBA5 V8 | P     | Michael Schumacher |     |     |     |     |     |     |     |     |     |     |     | 5   | 6   | 6   | Rit | Rit | 32.5* | 4^   |
| 1991 | Camel Benetton Ford | B191    | Ford-Cosworth HBA5 V8 | P     | Nelson Piquet      |     |     | Rit | Rit | 1   | Rit | 8   | 5   | Rit | Rit | 3   | 6   | 5   | 11  | 7   | 4   | 32.5* | 4^   |
| 1992 | Camel Benetton Ford | B191B   | Ford-Cosworth HBA5 V8 | G     |                    | RSA | MEX | BRA | ESP | SMR | MON | CAN | FRA | GBR | GER | HUN | BEL | ITA | POR | JPN | AUS | 11**  | 3^   |
| 1992 | Camel Benetton Ford | B191B   | Ford-Cosworth HBA5 V8 | G     | Michael Schumacher | 4   | 3   | 3   |     |     |     |     |     |     |     |     |     |     |     |     |     | 11**  | 3^   |
| 1992 | Camel Benetton Ford | B191B   | Ford-Cosworth HBA5 V8 | G     | Martin Brundle     | Rit | Rit | Rit |     |     |     |     |     |     |     |     |     |     |     |     |     | 11**  | 3^   |

i risultati marcati in corsivo indicano il conseguimento del giro più veloce in gara
* i restanti 6 punti conseguiti nella stagione 1991 si devono alla Benetton B190B
** i restanti 80 punti conseguiti nella stagione 1992 si devono alla Benetton B192